# 矢野光儀
矢野 光儀（やの みつよし、1822年（文政5年） - 1880年（明治13年）9月13日）は、幕末の佐伯藩士。明治時代の官吏。葛飾県知事、深津県権令、小田県令。位階は正六位。幼名は哲也、程蔵。矢野龍渓の父。

## 経歴
豊後佐伯藩士。矢野多門の子。幼少期、江戸屋敷で塩谷宕陰に書を、長沼笑兵衛に剣を学び、父の厳しい教育を受けた。のち佐久間儀右衛門の女駒子を妻とした。
のち側役小納戸、浦奉行や御郡代兼町奉行を務めた。維新後は葛飾県大参事、1870年（明治3年）同県知事となり、治水に尽くした。1871年（明治4年）深津県権令、のち小田県令に任じ、1874年（明治7年）官を辞して東京に移り園芸に親しんだ。地方民会公選に賛同し、8年解任された。

## 親族
- 岳父：佐久間儀右衛門（佐伯藩国家老）[4]
- 長男：矢野龍渓（佐伯藩士、官吏、著作家、ジャーナリスト、政治家）[1][2]
- 子：小栗貞雄（製薬実業家、政治家）[5]